# Wojnowo (województwo wielkopolskie)
Wojnowo – wieś w Polsce położona w województwie wielkopolskim, w powiecie poznańskim, w gminie Murowana Goślina.
Wieś szlachecka Woinowo położona była w 1580 roku w powiecie poznańskim województwa poznańskiego. W latach 1975–1998 miejscowość administracyjnie należała do województwa poznańskiego.
W 1325 r. arcybiskup poznański Jan Doliwa, fundując parafię Gać, zaliczył do niej Wojnowo. Wieś była w posiadaniu Trezerów, Korytowskich, ostatecznie Kolski sprzedał ją hrabiemu Tyszkiewiczowi. W 1580 r. współwłaścicielem Wojnowa był Jan Paprocki. Przed laty była tu gorzelnia parowa. Funkcjonują tu: plac sportowy i dwa sklepy. W zachodniej części wsi znajduje się kaplica pw. św. Jana Chrzciciela. Przy drodze do Łopuchowa ciągnie się aleja lipowa, mająca ok. 1,5 kilometrów długości.
Zobacz też: Wojnowo, Wojnów